# Kolarovo, Silistra
Kolarovo (în bulgară Коларово , în română Arabagilar) este un sat în Obștina Glavinița, Regiunea Silistra, Dobrogea de Sud, Bulgaria.
Între anii 1913-1940 a făcut parte din plasa Turtucaia a județului Durostor, România.

## Demografie
Componența etnică a satului Kolarovo
     Turci (78,3%)
     Bulgari (20,84%)
     Nicio identificare (0,84%)
     Altele (0%)
La recensământul din 2011, populația satului Kolarovo era de 355 locuitori. Din punct de vedere etnic, majoritatea locuitorilor (78,3%) erau turci, cu o minoritate de bulgari (20,84%). Pentru 0,84% din locuitori nu este cunoscută apartenența etnică.